# Helchin
Helchin (en néerlandais : Helkijn) est une section de la commune belge à facilités linguistiques d'Espierres-Helchin, en province de Flandre-Occidentale. C'était une commune à part entière avant la fusion des communes de 1977.

## Géographie
Helchin est limitrophe des localités suivantes : Saint-Genois, Bossuit, Pottes et Espierres.
La localité, limitrophe de la Région wallonne, se trouve le long de l'Escaut.

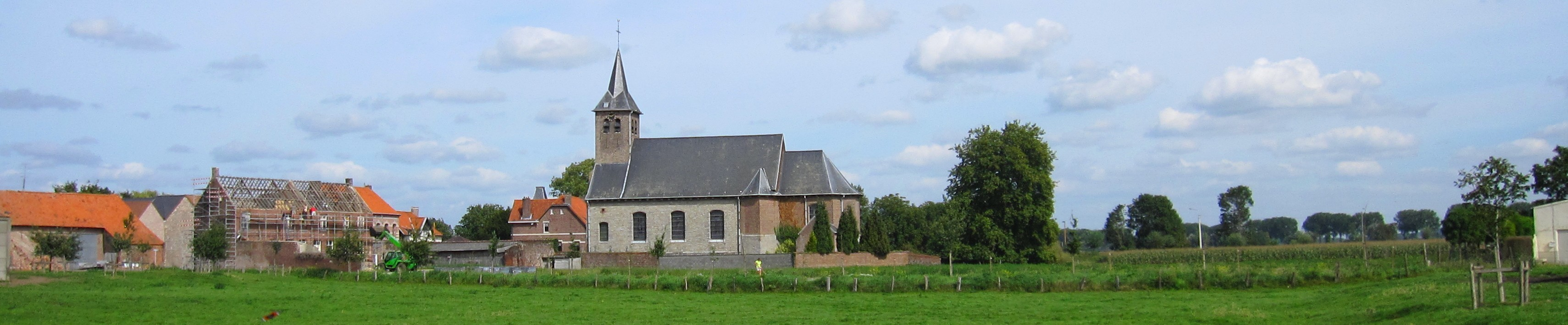
Helchin

## Notes

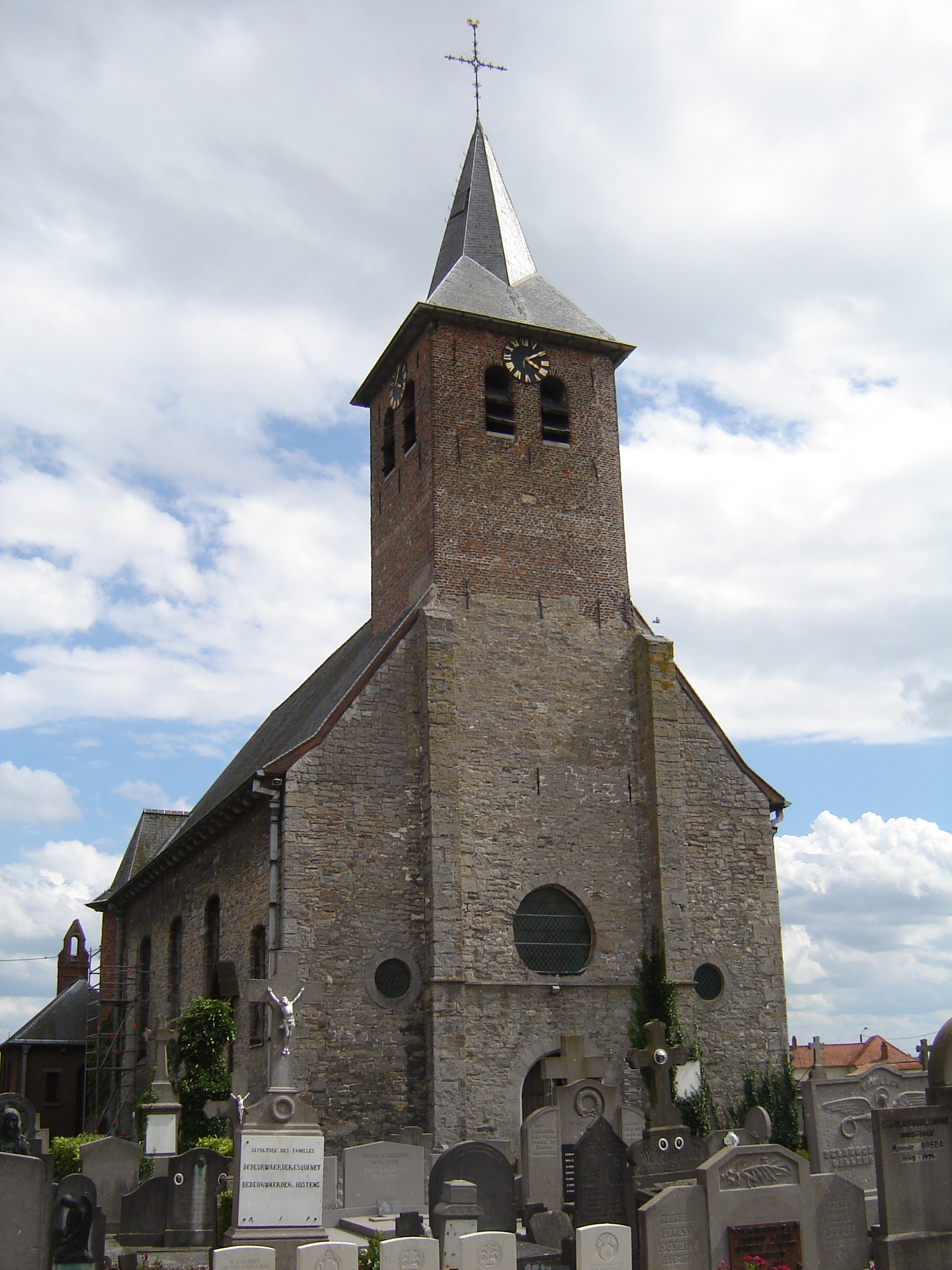
L'église Saint-Jean-Baptiste (Sint-Jan-de-Doperkerk).

## Démographie

### Évolution démographique
- Sources : INS, Rem. : 1831 jusqu'en 1970 = recensements, 1976 = nombre d'habitants au 31 décembre[5].